# Коркино (станция)
Коркино — грузовая железнодорожная станция Челябинского региона Южно-Уральской железной дороги, расположенная на территории города Коркино Челябинской области.
До второй половины 1990-х годов являлась пассажирской. Здесь[уточнить] был расположен железнодорожный вокзал станции. Со станции ходил пригородный поезд Коркино — Челябинск (ранее Роза — Челябинск) в составе четырёх плацкартных вагонов и тепловоза ТЭМ2. Ныне пассажирские перевозки не осуществляются.
Станция не электрифицирована.
От станции отходит неэлектрифицированная ветка до станции Кирзавод, которая продолжалась до станции Таянды, ныне остановочный пункт.